# TNA British Boot Camp
Cet article possède un paronyme, voir Boot Camp.
TNA British Boot Camp est une émission de téléréalité de catch professionnel, produite par la Total Nonstop Action Wrestling (TNA). Le programme documenté les carrières de quatre lutteurs professionnels britanniques qui cherchent un contrat avec l'américain promotion de lutte professionnelle Nonstop Action Wrestling totale (TNA). La série a été confiée à la TNA Productions par BSkyB et diffusé sur challenge du 1er janvier 2013 au 22 janvier 2013.

## Synopsis
Le programme suivi de quatre lutteurs les plus prometteurs de Grande-Bretagne - Rockstar Spud, Marty Scurll et The Blossom Twins. qui a participé à recevoir un contrat de TNA, les lutteurs ont été encadrés par les lutteurs professionnels chevronnés comme Hulk Hogan et Rollerball Rocco.
Dans la finale de la saison du British Boot Camp, qui a été diffusé le 22 janvier 2013, Rockstar Spud a été nommé  vainqueur, puis reçoit un contrat avec la TNA. Après la finale, les quatre lutteurs effectuées avec la TNA dans le cadre de la "Road to Lockdown "tour du Royaume-Uni et l'Irlande.

## Casting

### Saison 1
- Les participants
  - Marty Scurll
  - Rockstar Spud
  - The Blossom Twins

- Mentors
  - Hulk Hogan
  - Rollerball Rocco

- D'autres personnalités du catch
  - Dixie Carter
  - James Storm
  - Jeremy Borash
  - Magnus

### Saison 2
- Les participants
  - Babyfaced Pitbull
  - Cyanide
  - Dave Mastiff
  - El Ligero
  - Grado
  - Heather Schofield
  - Joe Vega
  - Joel Redman
  - Kasey Owens
  - Kay Lee Ray
  - Kris Travis
  - King Rorster
  - Lana Austin
  - Leah Owens
  - Mark Andrews
  - Martin Stone
  - Matt Fox
  - Melanie Price
  - Nikki Storm
  - Noam Dar
  - Nortic Warrior
  - Priscilla
  - Pyro
  - Rampage Brown
  - Richard Parliament
  - RJ Singh
  - Sexy Kev
  - Simon Lancaster
  - Sha Samuels
  - Viper

- Mentors
  - Al Snow
  - Gail Kim
  - Samoa Joe

- D'autres personnalités du catch
  - Jeremy Borash
  - Rockstar Spud

## Production
TNA a annoncé le 5 septembre 2012, il avait terminé le tournage de TNA Wrestling: British Boot Camp. La série était initialement prévue à la TV en décembre 2012, mais a été déplacé vers janvier 2013.

## Réception
Le programme a été décrit comme un succès populaire pour Challenge. Rob Leigh du Daily Mirror a déclaré que post-spectacle de l'exposition de la réalité le format est au goût du jour.